# Sport in Mittelhessen
Mittelhessen wird von zahlreichen Sportvereinen und Sportlern in Deutschland vertreten. Zahlreiche nationale und internationale Titel konnten die hier aufgeführten Teams und Wettkämpfer in den vergangenen Jahren erringen.

## Fußball
Der einzige mittelhessische Verein in den Bundesligen ist der FSV Hessen Wetzlar, dessen erste Frauenmannschaft 2015/16 in der 2. Bundesliga spielt, deren zweite Mannschaft spielt eine Klasse tiefer in der Regionalliga. Die Juniorinnen der Wetzlarer spielen sogar erstklassig. Nationalspielerin Nia Künzer aus Wetzlar wurde durch ihr Golden Goal beim Sieg im WM-Finale 2003 bekannt.
In den Bundesligen waren die mittelhessischen Männermannschaften bislang nicht vertreten. Erstklassig spielten nur Eintracht Wetzlar und der VfB Marburg in der Gauliga, der obersten Spielklasse im Deutschen Reich. Ein wichtiger Titel liegt bereits ein Jahrhundert zurück: 1911 konnte der VfB Marburg die deutsche Akademiker-Meisterschaft erringen. Titel gab es seitdem nur noch im Hessenpokal: Der VfB 1900 Gießen holte drei Mal den Titel, Eintracht Wetzlar und der RSV Würges haben jeweils zwei und Eintracht Haiger sowie der SSV Dillenburg je einen Pokalsieg aufzuweisen.
Dem TSV Steinbach gelang 2015 der Aufstieg in die Regionalliga Südwest, Teutonia Watzenborn-Steinberg folgte im Jahre 2016. Eine Klasse tiefer, in der Fußball-Hessenliga, sind mit dem TSV Eintracht Stadtallendorf und der SpVgg Hadamar drei Teams aus Mittelhessen vertreten.
Einen großen Erfolg feierten die Blindenfußballer der SSG Blista Marburg im Jahr 2008. In der ersten Saison der Blindenfußball-Bundesliga feierte der Marburger Erstligist gleich den deutschen Meistertitel in dieser Sportart und konnte diesen Erfolg 2012 wiederholen.

## Basketball
Basketball ist die Sportart, in der mittelhessische Vereine die größten Erfolge aufzuweisen haben.
Der erfolgreichste Klub aus Mittelhessen sind die Rollstuhlbasketballer des RSV Lahn-Dill aus Wetzlar. Die Mannschaft zählt zu den stärksten der Welt. Zu den dreizehn Meisterschaften und vierzehn Pokalsiegen, davon elfmal das Double Pokal und Meister, kommen sieben Titel im Europapokal (Champions League), einmal WBC-Europapokalsieger (Willi-Brinkmann-Cup), die Weltmeisterschaft der Vereinsmannschaften im Jahr 2010 sowie Vizeweltcupsieger 2006. Sie stellte aus ihren Reihen 2008 sechs Teilnehmer für die Paralympics in Peking, drei Teilnehmer spielen für die deutsche, zwei für die kanadische und einer für die Nationalmannschaft der USA um Medaillen.
Die Gießen 46ers spielen seit Gründung der Basketball-Bundesliga 1967 – mit Ausnahme von zwei Spielzeiten – in der höchsten Klasse. Sie gewannen unter dem Namen MTV Gießen zwischen 1965 und 1978 fünf Mal die deutsche Basketballmeisterschaft der Herren und zwischen 1969 und 1979 drei Mal den Pokal. Im Mai 2015 wurde das Team, das in der Sporthalle Gießen-Ost spielt, Meister der 2. Basketball-Bundesliga ProA. Die Jugendteams des Vereins spielen als 46ers Juniors in der Nachwuchs-Basketball-Bundesliga und der Jugend-Basketball-Bundesliga. Die Basketballer des TV 1860 Lich, ab 1999 ein Jahr Bundesligist, spielen in der Saison 2009/10 als Licher BasketBären in der drittklassigen ProB.
Jünger als die Erfolge der Gießener sind die Titel der Basketballdamen des BC Pharmaserv Marburg. 2003 holte das Team sowohl den Meistertitel wie auch den Pokalsieg. Seit 1992 spielt der BC, der seine Heimspiele meist in der kleinen Sporthalle am Georg-Gaßmann-Stadion austrägt, ohne Pause in der Damen-Basketball-Bundesliga.
In der Zweiten Bundesliga spielen die Frauen der Bender Baskets Grünberg. Die Vereine aus Marburg und Grünberg stellen mit dem Team Mittelhessen zudem eine Mannschaft der Weiblichen Nachwuchs-Basketball-Bundesliga. Der TSV Grünberg hat mit seinen Jugendmannschaften 2007, 2008, 2009 und 2013 deutsche Meisterschaften gewonnen.

## Handball

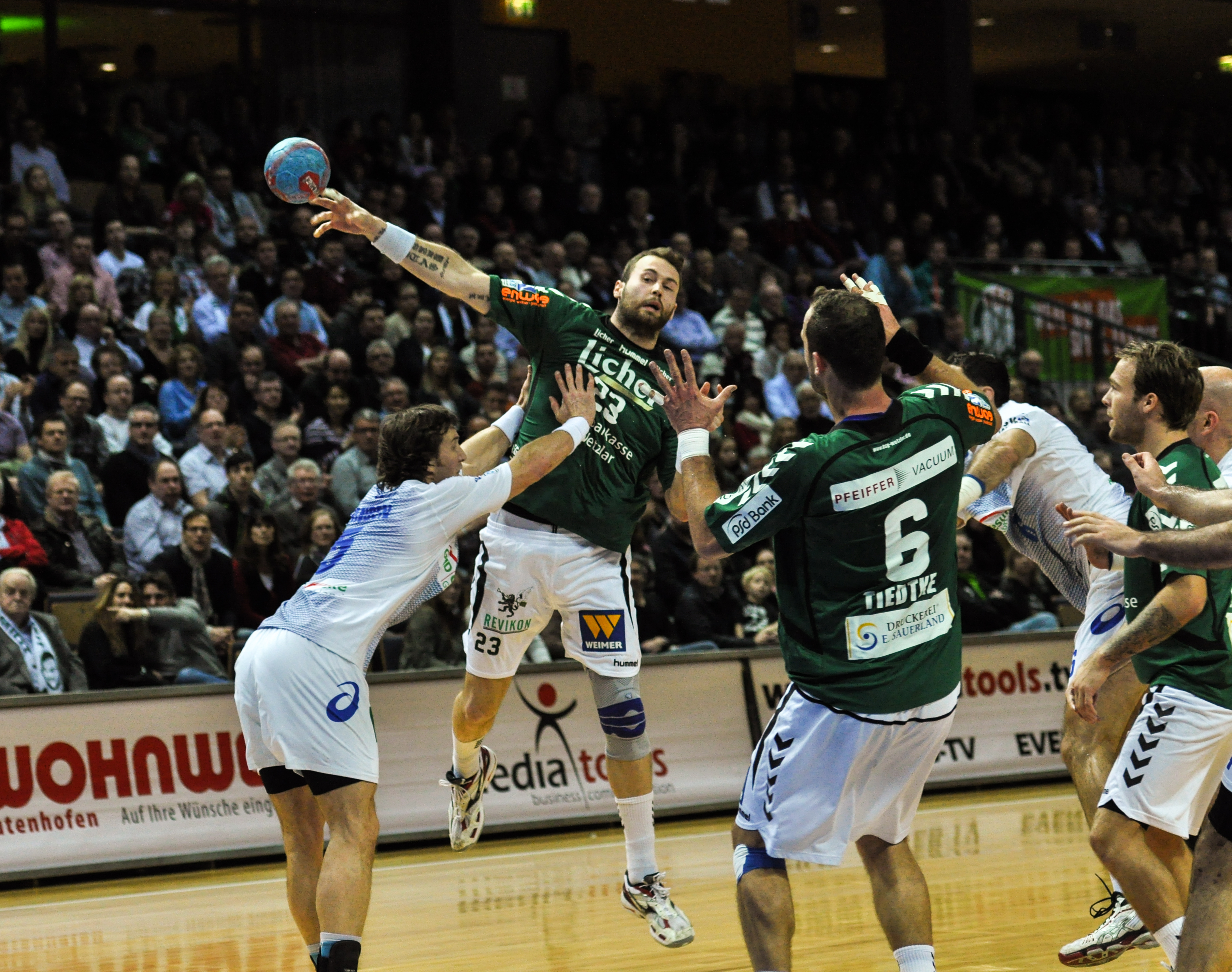
Bundesligaspiel in der Rittal-Arena: Angriff der HSG Wetzlar

Sportliches Aushängeschild der Region im Handball ist die Herrenmannschaft der HSG Wetzlar. Mit einem Zuschauerschnitt von über 4000 Besuchern pro Heimspiel ist die HSG der mit Abstand populärste Sportverein Mittelhessens. Seit 1998 spielt der Vizepokalsieger von 1997 und 2001 in der Handball-Bundesliga. Der größte Erfolg der HSG resultiert noch aus Zweitligazeiten: 1998 erreichte das Team, damals noch unter dem Namen HSG Dutenhofen/Münchholzhausen, das Finale um den Europapokal der Pokalsieger. Daneben wurde der Verein fünfmal deutscher Jugendmeister. Die Juniorenmannschaft des Vereins spielte seit deren Gründung immer in der A-Jugend-Bundesliga und wurde 2017 Deutscher Meister. Spielort der HSG ist seit Anfang 2005 die Rittal Arena. 2011 gelang auch dem TV Hüttenberg für eine Saison die Rückkehr in die Bundesliga. Nach drei Jahren 2. Bundesliga und einem Abstieg in die 3. Liga 2015 erfolgte 2016 der Wiederaufstieg in die 2. Liga und 2017 der Durchmarsch in die 1. Bundesliga. Als Gründungsmitglied der Bundesliga spielte Hüttenberg bereits bis 1985 erstklassig.
Zahlreiche Titel holten zwischen 1988 und 2001 die Damen des TV Lützellinden: Insgesamt gab es sieben Meistertitel, fünf Pokalsiege und 1991 den Europapokal der Landesmeister. Nachdem der Verein 2003 Insolvenz anmelden musste, wurde er 2006 aufgelöst. Die Damenhandballmannschaft des TV Mainzlar spielte 1990 bis 2005 in der Bundesliga.
2007 wurde Mittelhessen Schauplatz der Handball-Weltmeisterschaft, als die Spiele der Vorrunden-Gruppe A in der Wetzlarer Rittal Arena ausgetragen wurden.

## Hockey
Im Hockey (Feld und Halle) wurde Mittelhessen am würdigsten von den Herren des Limburger HC vertreten. Die Herrenmannschaft spielte zwischen 1974 und 1998 in der Feld-Bundesliga und holte 1984 den Meistertitel. Aktuell spielt das Team in der Regionalliga. In der Halle spielte die Mannschaft noch bis zur Saison 2007/08 in der Zweiten Bundesliga, aber die erfolgreichste Zeit liegt jedoch schon einige Jahre zurück: 1985, 1990 und 1991 wurde man Deutscher Meister, 1992 Europapokalsieger.

## American Football

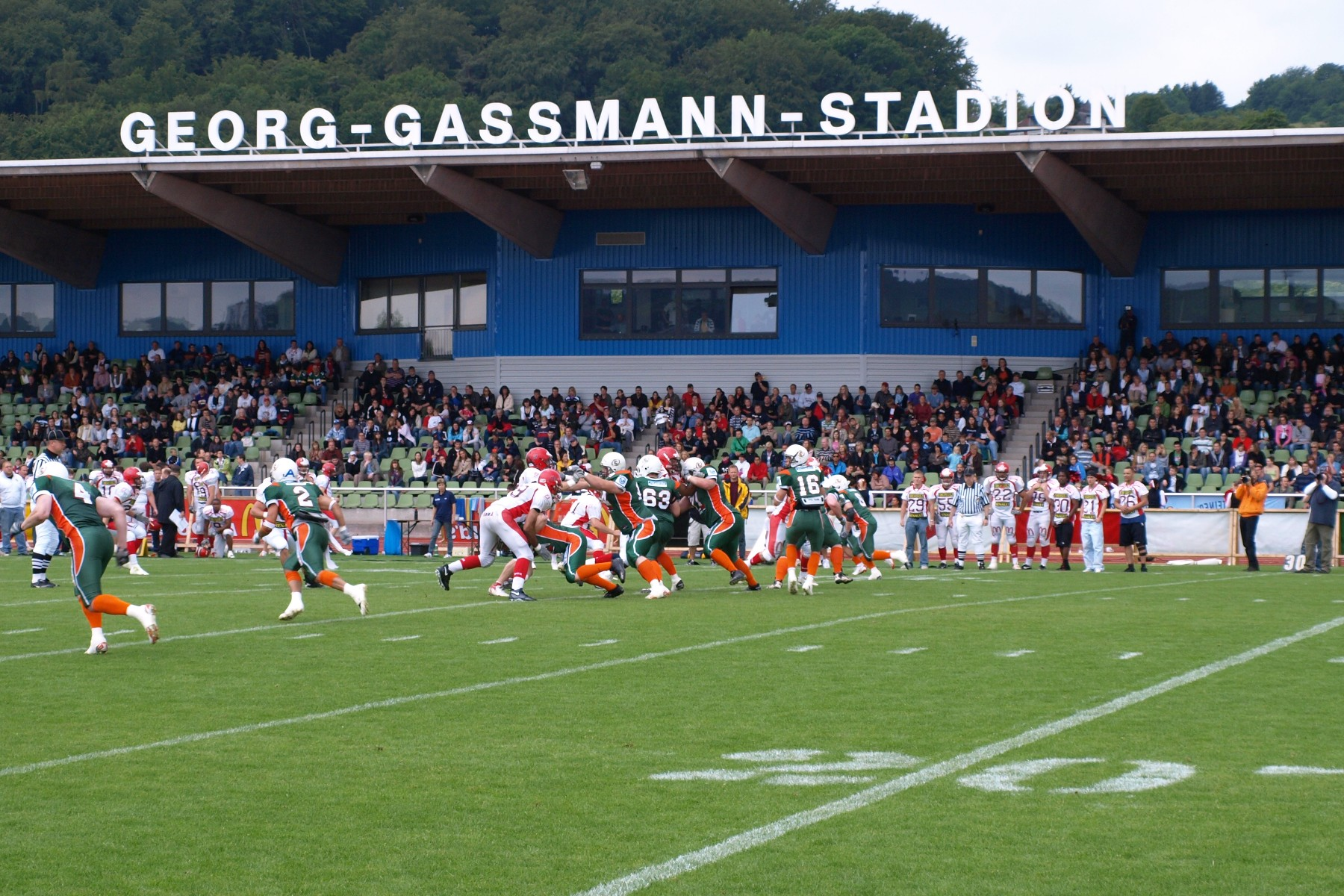
Szene eines Spiels des Football-Erstligisten Marburg Mercenaries.

Wetzlar war im Juli 2010 gemeinsam mit Frankfurt und Wiesbaden Austragungsort der American-Football-Europameisterschaft, bei der die besten Nationalmannschaften Europas um die kontinentale Meisterschaft kämpfen.
Mittelhessens Aushängeschild im American Football sind die erst 1991 gegründeten Marburg Mercenaries. Innerhalb von nur elf Jahren stiegen die Marburger, die ihre Heimspiele im Georg-Gaßmann-Stadion austragen, von der tiefsten bis in die höchste Spielklasse auf und gehören dort aktuell zu den besten Mannschaften. 2004, 2005, 2006 und 2008 gewannen die Mercenaries die Südstaffel der German Football League. 2006 wurden sie am Ende Vizemeister, nachdem sie das Finale um den German Bowl verloren. Die größten Erfolge feierten die Marburger jedoch auf internationaler Ebene: 2005 holten die den EFAF Cup, 2007 verloren sie erst im Finale der European Football League.

## Paintball
2013 ist das Team Destination Wetzlar in die 1. Paintball Bundesliga aufgestiegen. Im Februar 2015 löste sich das Team auf und die übrigen Spieler schlossen sich den Cologne Predators an.

## Tischtennis
Wichtigster Vertreter Mittelhessens im Tischtennis war über Jahre der TTV Gönnern, der ab 1996 in der Tischtennis-Bundesliga spielte. Zwar wurde der Verein aus dem Westen des Landkreises Marburg-Biedenkopf nie Deutscher Meister, errang jedoch sowohl 2005 wie auch 2006 mit Spielern wie Timo Boll und Jörg Rosskopf den Champions-League-Sieg. 1997 und 2002 wurde der DTTB-Pokal nach Mittelhessen geholt. Im Jahr 2009 verkaufte der finanziell angeschlagene Verein seine Erstliga-Lizenz an die TG Hanau.

## Rhönrad
Der Marburger Verein TSV 1898 Marburg-Ockershausen ist der erfolgreichste deutsche Verein im Rhönradturnen. Neben zahlreichen deutschen Meisterschaften sowohl in den Einzel- als auch im Mannschaftswettbewerb konnte der Verein 14 Weltmeisterschaftstitel im Erwachsenen- und Jugendbereich verbuchen. Victoria Hennighausen gewann bei der Weltmeisterschaft 2007 in Salzburg zwei Jugendweltmeistertitel, Laura Stullich zwei Jahre zuvor im belgischen Bütgenbach alle vier erreichbaren Jugendtitel in den Disziplinen Mehrkampf, Geradeturnen, Spiraleturnen und Sprung und trug zudem dazu bei, dass Deutschland erfolgreichste Nation der Titelkämpfe wurde. Friederike Schindler errang in den Jahren zuvor acht Weltmeisterschaftstitel. 2002 konnte der TSV die deutsche Mannschaftsmeisterschaft erringen.

## Volleyball
Zwei mittelhessische Vereine spielen in der 2. Volleyball-Bundesliga. 2007 gelang der Damenmannschaft des TV 05 Wetter der erstmalige Aufstieg in die zweithöchste Spielklasse. Nach dem Abstieg 2008 folgte 2009 der direkte Wiederaufstieg. 2010 gelang auch dem TV Waldgirmes, der seine Heimspiele in Wetzlar austrägt, der Aufstieg in die Zweite Bundesliga der Herren.
In der Vergangenheit spielte der USC Gießen jahrelang erfolgreich in der Volleyball-Bundesliga. 1982, 1983 und 1984 holte man den deutschen Meistertitel, im letzten Jahr dabei sogar im Doppelpack mit dem Pokalsieg. Seitdem verschwanden die Gießener Herren jedoch in der Bedeutungslosigkeit. Auch der mehrfache Süddeutsche Meister TV Wetzlar spielte viele Jahre in der Volleyball-Bundesliga, zuletzt die erste Damenmannschaft in der Saison 1998/99. Ebenfalls nicht mehr hochklassig spielt der TV Biedenkopf, dessen Herrenmannschaft zwischen 1986 und 2003 in der Zweiten Bundesliga aufschlug.

## Turnen

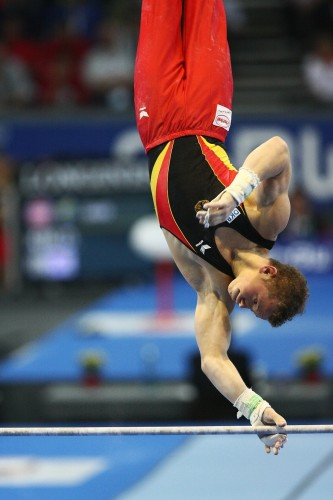
Turner Fabian Hambüchen in Aktion.

Bekanntester Vertreter der Region im Turnen ist kein Verein, sondern ein Einzelsportler aus Wetzlar: Fabian Hambüchen. Der Olympiasieger und Weltmeister am Reck sowie mehrfache Europameister ist einer der besten Turner der Welt. Hambüchen gewann Olympiagold 2016 in Rio, Silber 2012 in London und kehrte 2008 mit einer Bronzemedaille aus Peking zurück. Im Jahr 2007 wurde er in Deutschland zum Sportler des Jahres gewählt. Er gehört dem Leistungszentrum der TSG Niedergirmes in Wetzlar an, aus der auch die Deutsche Meisterin und Olympiateilnehmerin Gaby Weller hervorgegangen ist. Der KTV Wetzlar gehörte viele Jahre der Bundesliga an.

## Rudern
Auch im Bereich des Rudersports ist Mittelhessen überregional bekannt. Aus Wetzlar stammen mehrere Weltmeisterschafts- und Olympiateilnehmer, hervorzuheben die Weltmeister und Olympiasieger von 1968 Jörg Siebert und 1972 Johann Färber, Mareike Adams (WM-Gold 2010) sowie Siegfried Fricke, Udo Brecht und Lukas Müller (Olympiasieger 2012), alle von der RG Wetzlar 1880, dem mit Abstand erfolgreichsten Ruderverein Mittelhessens. Weiterhin hat Jonathan Koch aus Gießen, von der Gießener Rudergesellschaft, 2010 bei den Ruder-Weltmeisterschaften in Neuseeland Gold geholt. Auch andere Teilnehmer großer Turniere stammen aus Gießen und seinen Rudervereinen. Es ruderten mit Erfolg bei Meisterschaften Ruth Kaps, Paul Dienstbach und Paul Schneider für Gießen. In Limburg an der Lahn befindet sich ein zentraler Trainingsstützpunkt des Hessischen Ruderverbandes und des Deutschen Ruderverbandes. Gießen ist zurzeit in der 2. Ruder-Bundesliga, nach dem sie 2014 aus der 1. Liga abgestiegen waren. Seit 1882 wird jedes Jahr am Pfingstwochenende in Gießen die Internationale Pfingst-Regatta ausgetragen. Sie ist damit eine der ältesten und mit bis zu 2000 Teilnehmern eine der größten Ruderregatten in Deutschland. Durchgeführt wird die Regatta vom Regatta-Verein Gießen, einem Zusammenschluss der drei Gießener Rudervereine (Gießener Rudergesellschaft 1877, Gießener Ruderclub Hassia 1906 und Wassersportverein Hellas 1920). Weitere mittelhessische Rudervereine sind der Steinmühle Marburg, der Marburger Ruderverein, der Weilburger Ruderverein und der Limburger Club für Wassersport.

## Tanzen
Der Schwarz-Rot-Club Wetzlar wurde im November 1950 von 16 Mitgliedern gegründet. Mit Ursula Breuer, Karl Breuer, Ellen Jonas und Volker Schmidt hatte der erfolgreichste Club aus Mittelhessen vier Weltmeister in seinen Reihen, neben vielen Europa- und deutschen Meistern. Heute zählt der Club mit seinen über 800 Mitgliedern (Stand: 2010) zu den zehn größten Tanzsport-Clubs Deutschlands. Nach mehreren Umzügen ist der Verein nun im Bürgerhaus Wetzlar-Nauborn zu Hause.
1975 richtete der Verein das erste reine hessische Jugendturnier aus, in den 1970ern hessische und deutsche Meisterschaften, Internationale Teamkämpfe und auch eine Mitteleuropameisterschaft. Das Angebot reicht von Kinder- und Jugendtanz, über Gardetanz, Breitensport bis hin zu Turniertanzgruppen.
Die Trainer Pia David und Stefan Ossenkop wurden im Jahr 2010 von Ellen Jonas und Volker Schmidt abgelöst.
Der Club richtet neben „Tanztees“ und Bällen immer wieder Veranstaltungen wie Weltmeisterschaften (2005 und 2010), Europa- und deutsche Meisterschaften in Wetzlar aus. Johanna-Elisabeth und Adrian Klisan holten am 18. November 2013 in Bonn Silber bei der Standard-WM der Professionals.
Die älteste Tanzschule Deutschlands ist in Gießen beheimatet. Die Anfänge lassen sich bis in das Jahr 1787 und an den Ursprungsort Biedenkopf zurückverfolgen. In direktem Zusammenhang mit Bäulke steht auch der Rot-Weiß-Club Gießen, der Erfolge bei verschiedenen deutschen Meisterschaften im Standard feiern. 1955–1957 gewann man in der Hauptgruppe S jeweils den Titel, 1958–1961 jeweils bei den Senioren. Bei Europameisterschaften wurde 1957 der 2. Platz geschafft, Drittplatzierter wurde der Verein 1952, 1954 und 1956. Die derzeitige Standardformation tanzt in der 1. Bundesliga. Auch die lateinamerikanischen Tänzer konnten zahlreiche Erfolge feiern.
Die TSG Blau-Gold Gießen ist der führende Verein in Hessen in den modernen Tanzformen und kann einige Hessenmeister sowie Sieger von internationalen "Battles" im Hip-Hop aufweisen. Im Breakdance hat die TSG Tänzer aufzuzeigen, die bereits als deutsche, Europa- und Vizeweltmeister gelten. Die dreifachen Weltmeister Franco Formica und Oksana Nikiforova, welche ebenfalls fünfmal in Folge die German Open Championships (GOC) in der Hauptgruppe S Latein gewinnen konnten, hatten ebenso ihre Wurzeln bei der TSG und tanzten später für den TC Nova Gießen.

## Motorsport
Klaus Enders, ein ehemaliger deutscher Motorradrennfahrer aus Wetzlar, konnte als Pilot zwischen 1967 und 1974, zusammen mit Beifahrer Ralf Engelhardt, auf BMW insgesamt sechsmal Seitenwagen-Weltmeister werden.
Stefan Bellof aus Gießen fuhr 1984 und 1985 in der Formel 1. Seine größten Erfolge konnte er als Sportwagenrennfahrer erzielen. In der Saison 1984 wurde er Langstrecken-Weltmeister, Deutscher Rennsportmeister und Fahrer-Europameister. Bellof war der erste deutsche Rennfahrer, der einen Weltmeistertitel auf der Automobil-Rundstrecke erringen konnte. Er galt als einer der talentiertesten Rennfahrer Deutschlands, bis er in Belgien bei einem Rennunfall 1985 tödlich verunglückte.

## Bogenschießen
Der BSC Laufdorf (Gemeinde Schöffengrund nahe Wetzlar) vertritt Mittelhessen mit dem Recurvebogen in der 1. Bundesliga Nord. 2006 konnte die Mannschaft zum bisher einzigen Mal die Meisterschaft erringen. Im Sommer 2015 gewann Petra Köhn vom SV Gießen in ihrer Klasse die Bronzemedaille bei der deutschen Meisterschaft.
Die Schützengaue 4 und 5 des Hessischen Schützenbundes bilden grob die Region Mittelhessen ab, in diesem Bereich gibt es ca. 20 Sportvereine, die das Bogenschießen anbieten.